# Theodor Deimel
Theodor Deimel (* 30. Oktober 1866 in Zlabings, Mähren; † 28. Dezember 1952 ebenda) war ein österreichischer katholischer Theologe, Patristiker und Heimatforscher.
Er wirkte als Kooperator an St. Elisabeth in Wien, später als Religionsprofessor am Real-Obergymnasium in Stockerau in Niederösterreich und zuletzt als Kustos des städtischen Museums in Zlabings.
1910 war er einer der Stifter der KHV Babenberg Wien.

## Werke
- Leichtaufführbares Weihnachts-Spiel. Darstellend Die gnadenreiche Geburt Jesu Christi. Verfaßt und zusammengestellt zur Aufführung durch Schulkinder. Kirsch, Wien 1891.
- Die Herberge Mariä. Adventnovene zur Verehrung der Herberg suchenden Mutter Gottes. Kirsch, Wien 1896.
- Die Prophezeiung an der Krippe. Weihnachtsspiel in Wort und Lied. 1898.
- Citaten-Apologie oder christliche Wahrheiten im Lichte der menschlichen Intelligenz. Christliches Vademekum für die gebildete Welt. Herder, Freiburg im Breisgau 1902 (2. Auflage 1904; 3. Auflage 1911).
- Zeugnisse deutscher Klassiker für das Christentum. Herder, Freiburg im Breisgau 1904 (2./3. Auflage 1914).
- Illustriertes Liturgisches Lehr- und Lesebuch für den Unterricht in der katholischen Liturgik an österreichischen Mittelschulen und höheren Lehranstalten. Pichler, Wien 1905 (2. Auflage 1906; 3. Auflage 1908; 4. Auflage 1910; danach unverändert bis zur 10. Auflage 1926)
- Altes Testament. Biblisches Lehr- und Lesebuch der Geschichte der göttlichen Offenbarung des Alten Bundes für österreichische Mittelschulen. Pichler, Wien 1906.
- Katholische Zeremonienlehre für allgemeine Volks- und Bürgerschulen. Pichler, Wien 1907.
- Neues Testament. Biblisches Lehr- und Lesebuch der Geschichte der göttlichen Offenbarung des Neuen Bundes für österreichische Mittelschulen. Pichler, Wien 1908.
- Patristisches Lesebuch. Zum Gebrauche an Mittelschulen und höheren Lehranstalten zusammengestellt. Kösel, Kempten 1909.
- Kirchengeschichtliche Apologie. Sammlung kirchengeschichtlicher Kritiken, Texte und Quellen auf apologetischer Grundlage. Herder, Freiburg im Breisgau 1910.

- Christliche Römerfunde in Carnuntum. Kirchengeschichtlich-archäologische Studie. Ein Beitrag zur Erforschung der ältesten kirchengeschichtlichen Periode Niederösterreichs zur Zeit der Römerherrschaft. Mayer, Wien 1911 (= Studien und Mitteilungen aus dem kirchengeschichtlichen Seminar der theologischen Fakultät der k. k. Universität in Wien, 8).

- Festschrift anlässlich des 60jährigen Jubiläums der Wiedererbauung der Montserratkirche (1865–1925) bei Sitzgras in Mähren. Pfarramt, Sitzgras 1925.
- Geschichte und Beschreibung der Fronleichnams-Kirche in Zlabings. Verlag des Kreuzervereines, Zlabings 1927.
- Der Apokalyptische Freskozyklus von Zlabings (1568). Lenk, Znaim 1934.